# بیولا (آلاباما)
بیولا (به انگلیسی: Beulah) یک منطقهٔ مسکونی در ایالات متحده آمریکا است که در شهرستان لی، آلاباما واقع شده‌است. بیولا ۶٬۱۷۳ نفر جمعیت دارد و ۲۱۳٫۰۶ متر بالاتر از سطح دریا واقع شده‌است.